# 전방십자인대

오른쪽 무릎의 다이어그램. 왼쪽 중앙에 전방십자인대가 표시되어 있다.

전방십자인대(anterior cruciate ligament, ACL) 또는 앞십자인대는 사람의 무릎에 있는 한 쌍의 십자 인대(다른 하나는 후방십자인대) 중 하나이다. 두 개의 인대가 교차 형태로 배열되어 있기 때문에 "십자형" 인대라고 한다. 무릎과 유사한 네발 무릎관절에서는 해부학적 위치에 따라 두개골십자인대라고도 한다. 십자형(cruciate)이라는 용어는 라틴어로 십자가를 의미한다. ACL이 후방 십자인대를 교차하여 "X" 모양을 형성하기 때문에 이 이름이 적합하다. 강하고 섬유질의 재료로 구성되어 있으며 관절의 가동성을 제한하여 과도한 움직임을 조절하는 데 도움을 준다. 전방십자인대는 무릎을 구성하는 4개의 주요 인대 중 하나로, 무릎 굴곡 30°와 90°에서 전방 경골 변위를 억제하는 힘의 85%를 제공한다. ACL은 무릎에서 가장 자주 손상되는 인대이다.